# Saab 36
Сааб 36 «Волк» (швед. Saab 36 Vargen) (также известный как Projekt 1300) — сверхзвуковой бомбардировщик, разрабатывавшийся компанией Saab в 1950-х годах. Самолёт должен был нести восьмисоткилограммовую свободнопадающую ядерную бомбу, но шведская атомная программа была отменена в 1960-х годах; планы по созданию бомбардировщика были отменены в 1957 году. Saab 36 планировалось оснастить треугольным крылом, как и истребитель Saab 35 Draken. Двигатель истребителя должен был быть версией британского турбореактивного двигателя Bristol Olympus, того же двигателя, что и у реактивного бомбардировщика Avro Vulcan.

## Описание
Первоначально в рамках проекта 1300 разрабатывался сверхзвуковой перехватчик, способный уничтожать вражеские бомбардировщики с ядерным оружием. Работа над перехватчиком была прекращена из-за изменившихся задач. В рамках проекта 1300 было рассмотрено 100 различных самолётов, окончательно был выбран вариант 1300-76, также известный как Saab 36 или A36, который мог бы перевозить различные виды оружия, включая разрабатывавшуюся шведскую атомную бомбу Robot 04. Этот вариант имел воздухозаборник внизу корпуса и двигатель Bristol Olympus 22. Альтернативный вариант имел обозначение 1300-77 и помещал воздухозаборник в верхней части корпуса самолёта.
Основной целью самолёта была доставка к цели разрабатывавшегося тогда шведского ядерного оружия. Радиус действия бомбардировщика составлял 410 км, что было достаточно для бомбардировки советской Прибалтики с территории Швеции.
В 1957 году разработка самолёта была прекращена из-за чрезвычайной дороговизны (более 400 миллионов шведских крон по ценам 1964 года).

## Конструкторы
Главными конструкторами, работавшими над самолётом, были sv:Aarne Lakomaa, sv:Carl-Gustaf Ahremark и sv:Åke Sundén.